# Juan de Tassis y Peralta, 2. Conde de Villamediana
Juan de Tassis y Peralta, 2. Conde de Villamediana (* 1582 in Lissabon; † 21. August 1622 in Madrid) war ein spanischer Dichter. Er führte ein abenteuerliches und ausschweifendes Leben, war eine schillernde Persönlichkeit des spanischen Barock und wurde im Alter von 40 Jahren ermordet. In seiner Heimat ist er einfach als Conde de Villamediana bekannt.

## Leben und Werk
Juan de Tassis y Peralta wurde 1582 in Lissabon als Sohn des angesehenen Diplomaten Juan de Tassis y Acuña, 1. Conde de Villamediana, dem König Philipp III. 1603 den Grafentitel verleihen sollte, und der María de Peralta Muñatones geboren. Sein Großvater Raimundo de Tassis (ca. 1515–1579) war ein Sohn von Johann Baptista von Taxis gewesen.
Am Hof Philipps II. erzogen erhielt Juan de Tassis durch die Humanisten Luis Tribaldos de Toledo und Bartolomé Jiménez Patón eine exzellente Ausbildung. Letzterer widmete seinem Schüler später (1621) das Werk Mercurius Trimegistus. Dank seiner beiden Lehrer verfügte Peralta über eine ausgezeichnete literarische Schulung und eine genaue Kenntnis der Klassiker. So konnte er selbst Gedichte in hervorragendem humanistischem Latein verfassen. Er besuchte die Universität, verfolgte dort aber kein Studium.
Als sich König Philipp III. 1599 ins Königreich Valencia begab, um hier seine Hochzeit mit Margarete von Österreich zu feiern, begleitete ihn Tassis und zeichnete sich dabei so aus, dass der König ihn als Höfling im Palast aufnahm. Er traf hier die Adlige Magdalena de Guzmán y Mendoza, die als Witwe von Martín Cortés de Monroy, Marqués del Valle de Guajaca (Oaxaca), und künftige Erzieherin des Sohns der Königin am Hof eine einflussreiche Stellung besaß. Trotz des Altersunterschiedes hatten sie ein Verhältnis, das letztlich schlecht ausging. Laut einem in Madrid verbreiteten anonymen Sonett standen sie nicht immer gut miteinander, sondern unterhielten eher eine Art Hassliebe; so versetzte ihm Doña Magdalena während der Aufführung einer Komödie vor dem gesamten Publikum eine Ohrfeige.
Tassis wurde nach Valladolid verwiesen, wo er fünf Jahre lebte. Nachdem er bei seinen Heiratsplänen mehrere Abfuhren hatte erleben müssen, vermählte er sich schließlich 1601 mit Ana de Mendoza y de la Cerda, einer Nachfahrin des Marquis de Santillana. Von seiner Gattin bekam er mehrere Kinder, die aber alle Totgeburten waren. Nach dem Ableben seines Vaters erhielt er 1607 dessen Grafenwürde und den Posten des Correo Mayor del Rey, womit er Inhaber des von Angehörigen der Familie von Thurn und Taxis ausgeübten Postmonopols wurde.
Durch seinen herausfordernden, verwegenen und charmanten Charakter erwarb sich der Conde de Villamediana rasch den Ruf eines Lebemanns oder Dandys. Er schätzte den Luxus, war ein leidenschaftlicher Spieler, führte ein ausschweifendes Sexualleben und galt Vielen als gefürchteter Gegner. Allerdings musste er aufgrund seiner Exzesse zweimal ins Exil gehen, da er bedeutende Adlige in den Ruin getrieben und in bissigen Satiren schonungslos die Laster zahlreicher spanischer Granden angeprangert hatte.
Das erste Exil verbrachte Villamediana mit dem zum Vizekönig von Neapel ernannten Grafen von Lemos von 1611 bis 1617 in Italien. Hier wirkte er als Soldat und traf auch den italienischen Dichter Giambattista Marino. Nach seiner Rückkehr nach Spanien kritisierte er in scharfzüngigen Satiren die in den letzten Regierungsjahren Philipps III. unter dem Duque de Lerma und Rodrigo Calderón blühende Korruption. Diese erreichten, dass der König Villamediana 1618 erneut in die Verbannung schickte, die der leichtlebige Graf diesmal in Andalusien zubrachte. Um 1618 ereilte auch seine Gattin der Tod.
Nach dem Ableben Philipps III. (31. März 1621) kehrte Villamediana an den spanischen Hof zurück und wurde Kammerherr von Élisabeth de Bourbon, der jungen Gattin König Philipps IV. Sich in seiner nunmehrigen Position sicher fühlend verfasste er wieder zahlreiche verletzende Epigramme. Er hatte viele Mätressen, in deren Armen er bisweilen in der Öffentlichkeit erschien wie etwa anlässlich der Premiere einer Komödie. Auch ging er gefährlichere Liebschaften ein, so mit einer Kurtisane des Königs, einer Marfisa, bei der es sich vielleicht um Doña Francisca de Tavara, eine schöne junge Portugiesin, Hofdame der Königin und Geliebte des Königs, handelte. Einer verbreiteten Legende zufolge habe er ferner am 15. Mai 1622 absichtlich das Theater von Aranjuez angezündet, als dort sein zur Feier des Geburtstags Philipps IV. verfasstes Maskenspiel La Gloria de Niquea vor dem Hof aufgeführt wurde, um die Königin, in die er verliebt gewesen sei, hinaustragen und so retten zu können. Nach einer anderen Legende erschien er auf einem Ball in einem mit Gold-Reals bedeckten Umhang, der die Aufschrift "Son mis amores reales" besaß. Dabei spielte Villamediana mit der dreifachen Bedeutung des Wortes „reales“, was in dieser Epoche sehr gefährlich war. Der spanische Dichter Joaquín Dicenta schrieb 1925 nach dieser Episode ein Drama, das den gleichen Titel wie die erwähnte Aufschrift trägt.

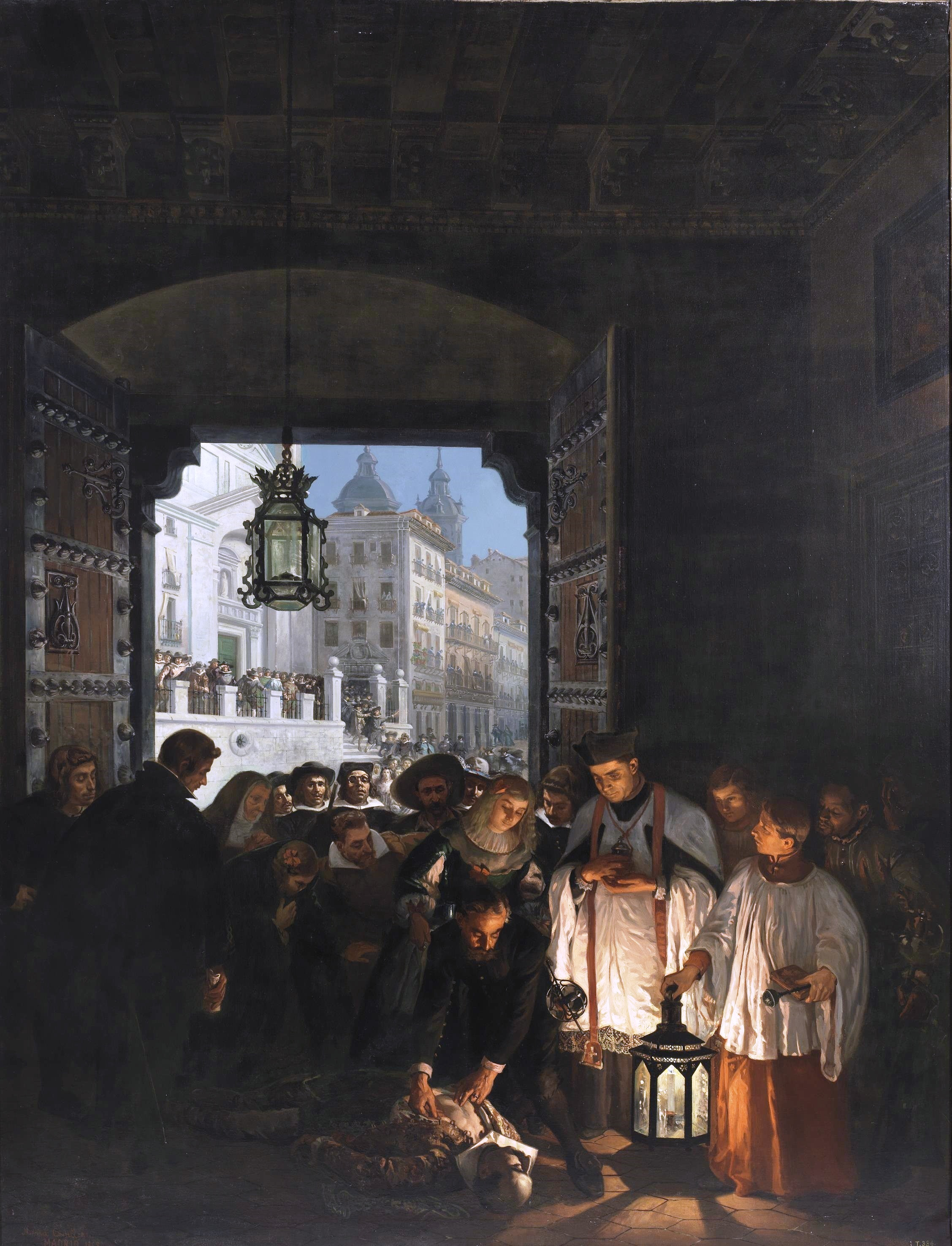
Der Tod des Grafen von Villamediana, von Manuel Castellano, 1868

Villamediana, dem ein Inquisitionsprozess wegen Sodomie drohte, missachtete eine Warnung des Beichtvaters von Baltasar de Zúñiga, dem Onkel des Premierministers, dass sein Leben in Gefahr sei. Am Abend des gleichen Tages, des 21. Augusts 1622, wurde der erst 40-jährige Graf auf dem Rückweg vom Königspalast in einer Madrider Straße, der Calle Mayor, beim Aussteigen aus einer Kutsche, die Luis de Haro gehörte, erdolcht. Er wurde im Gewölbe der großen Kapelle des Klosters Sankt Augustin in Valladolid bestattet. Der Mord blieb ungeklärt, wie auch diesbezüglich keine größeren Anstrengungen unternommen wurden. Der Anstifter des Verbrechens war vielleicht König Philipp IV., der auf Villamediana wegen dessen vermeintlicher Liebe zur Königin eifersüchtig gewesen sein könnte, oder der führende Minister Gaspar de Guzmán, Conde de Olivares, dessen Motiv eventuell in der vorsorglichen Beseitigung eines ernsten Konkurrenten um die höchste politische Macht zu suchen wäre. Nach seinem Tode ging der Titel eines Grafen von Villamediana auf seinen Cousin Íñigo Vélez de Guevara, Conde de Oñate über.
Villamedianas Werke wurden zuerst 1629 zu Saragossa veröffentlicht. Der begabte Satiriker schrieb auch cultistische Lyrik im Stil seines Lehrers und Freundes Luis de Góngora. Seine frühe Liebesdichtung zeigt durch Juan Boscán Almogávar und Garcilaso de la Vega nach Spanien gebrachte italienische Einflüsse. Ein Großteil seines späteren Schaffens widmet sich hingegen der politischen Satire. In seinem 1622 verfassten und auf einer Episode des 1530 veröffentlichten Ritterromans Amadís de Grecia beruhenden Stück La Gloria de Niquea spiegelt sich der Einfluss Góngoras ebenfalls wider. Villamediana schrieb auch Gedichte mythologischen Inhalts.

## Werkausgaben
- Villamediana, Juan de Tassis y Peralta, Cancionero de Mendez Britto: poesías inéditas del Conde de Villamediana. Ausgabe mit einer Studie und Anmerkungen von Juan Manuel Rozas. Madrid: Consejo Superior de Investigaciones Cintíficas, 1965.
- Villamediana, Juan de Tassis y Peralta, Cartas. Madrid: Ediciones Escorial, 1943.
- Villamediana, Juan de Tassis y Peralta, Obras. Ausgabe mit Vorwort und Anmerkungen von Juan Manuel Rozas. Madrid: Castalia, 1969.
- Villamediana, Juan de Tassis y Peralta, Poesía impresa completa. Ausgabe von José Francisco Ruiz Casanova. Madrid: Cátedra, 1990.
- Villamediana, Juan de Tassis y Peralta, Poesía inédita completa. Ausgabe von Francisco Ruiz Casanova. Madrid: Cátedra, 1994.
- Villamediana, Juan de Tassis y Peralta, Poesía, ed. Mª T. Ruestes, Barcelona, Planeta, 1992